# 中央民族工作会议
中央民族工作会议是中共中央和中國国务院召开的有關民族问题会议，會議不定期召開。首次中央民族工作会议於1992年1月14日至18日在北京召开，会议主题是“加强各民族的大团结，为建设有中国特色的社会主义携手前进”。